# Hieronymus von Croaria
Hieronymus von Croaria (1460-1527) (* 1460 † Constança, 1527) foi um jurista, professor de direito na Universidade de Ingolstadt e reitor da Universidade de Tübingen, onde também foi professor. Atuou também como editor dos primeiros atos e decisões do Concílio de Constança e principal juiz no julgamento da Liga da Suábia.